# بيتر سوان
بيتر سوان (بالإنجليزية: Peter Swan)‏ (مواليد 8 أكتوبر 1936) هو لاعب كرة قدم. يلعب مع منتخب إنجلترا لكرة القدم. سبق له أن لعب في كأس العالم لكرة القدم مع منتخب بلاده.

## مسيرته الكروية
لعب بيتر سوان خلال مسيرته الاحترافية مع ناديين في أحد عشر موسمًا وسجل خلالها هدفين أثنين ضمن 310 مباراة. ولم يفز بأي موسم بالكأس أو بالدوري.
خاض بيتر سوان مسيرته مع نادي شيفيلد وينزداي في موسم 1955–56 ليلعب معه عشرة مواسم، مشاركًا في 275 مباراة ولم يسجل أي هدف. ثم انتقل إلى نادي بوري في موسم 1973–74 لمدة موسم واحد، حيث شارك في 35 مباراة سجل خلالها هدفين.

## روابط خارجية
- بيتر سوان على موقع الاتحاد الدولي (مؤرشف)  (الإنجليزية)
- بيتر سوان على موقع قاعدة بيانات كرة القدم.إي يو (الإنجليزية)
- بيتر سوان على موقع ناشيونال فوتبول تيمز (الإنجليزية)
- بيتر سوان على موقع Soccerway.com (الإنجليزية)